# رادمر
رادمر (به آلمانی: Radmer) یک منطقهٔ مسکونی در اتریش است که در لوبن واقع شده‌است. رادمر ۸۲٫۴۲ کیلومتر مربع مساحت دارد ۷۲۹ متر بالاتر از سطح دریا واقع شده‌است.